# Feodor Kiseleff den yngre

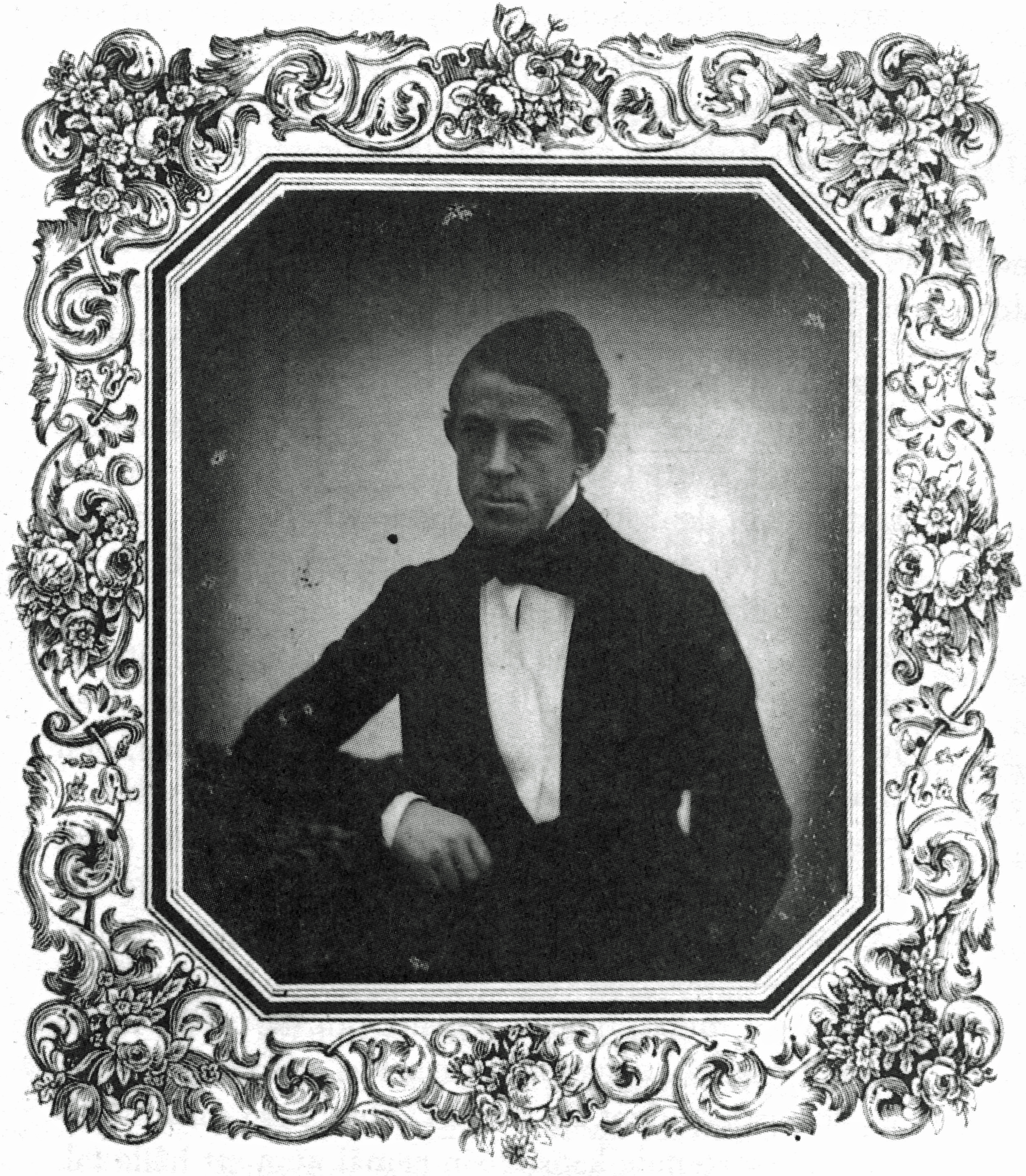
Feodor Kiseleff.

Feodor Kiseleff (den yngre), född 14 februari 1823 i Helsingfors, död 7 augusti 1874 i Esbo, var en finländsk affärsman och industriidkare. Han var son till Feodor Kiseleff den äldre.
Kiseleff ledde tillsammans med sin bror Nikolai Kiseleff Tölö sockerbruk som grundats av fadern 1806. Han var med om att grunda Helsingfors gasverk 1860 och var en av intressenterna i Hangöbanan, som stod färdig 1873. Han var medlem av borgarståndet vid lantdagen 1872 och justitierådman i Helsingfors. Han köpte 1855 Alberga gård i Esbo, där familjen tillbringade somrarna och där en ny huvudbyggnad, sannolikt ritad av arkitekt Frans Ludvig Calonius, började uppföras 1873. Till den yttre brädfodringen användes bräder som härstammade från lådor i vilka man importerat råsocker till Tölö sockerbruk. Den ståtliga byggnaden kallades därför allmänt "Sockerslottet". Kiseleffs änka bodde i huset till sin död 1901, varefter gården övertogs av hennes systerdotter Aina Slöör.